# مفاتيح مكسورة (فلم)
المفاتيح المكسورة (بالعربية: مفاتيح مكسرة، رومنة: mafātīḥ mukasarat) هو فيلم درامي لبناني إنتاج عام 2021 من إخراج جيمي كيروز. اختير ليكون المدخل اللبناني لجائزة أفضل فيلم روائي عالمي في حفل توزيع جوائز الأوسكار الـ 93، لكن لم يترشح. وكان من المقرر عرض الفيلم لأول مرة في مهرجان كان السينمائي 2020، قبل إلغاء الحدث. عرض الفيلم لأول مرة في مهرجان جيونجو السينمائي الدولي في مايو 2021.

## الحبكة
عازف بيانو يحاول إعادة بناء آلته الموسيقية بعد أن دمرها تنظيم داعش.

## الممثلين والأدوار
- طارق يعقوب في دور كريم
- رولا بكسماتي في دور سمر
- منير مصري في دور أبو موسى
- إبراهيم الكردي في دور زيد
- جوليان فرحت في دور عبد الله
- سارة أبي كنعان في دور مايا
- بديع أبو شقرا في دور جوزيف
- جبريل يمين في دور منير
- حسن مراد في دور أكرم
- عادل كرم في دور طارق
- فادي أبي سمرا في دور باسم
- ليلى كامري في دور رشا
- ميشيل أداباتشي في دور إبراهيم
- سعيد سرحان في دور أحمد
- رودريغ سليمان في دور رياض

## العرض الأول
في كوريا الجنوبية، حصل الفيلم على 5708 دولارات من 27 دار عرض في عطلة نهاية الأسبوع الافتتاحية.

## طالع أيضًا
- قائمة المرشحين اللبنانيين لجائزة الأوسكار لأفضل فيلم روائي عالمي

## وصلات خارجية
- مفاتيح مكسورة في قاعدة بيانات الأفلام على الإنترنت